# 博多南車站
博多南車站（日语：／ Hakata minami eki */?）是一位於日本福岡縣春日市上白水八丁目，由西日本旅客鐵道（JR西日本）所經營的鐵路車站。

## 簡介
博多南車站是山陽新幹線延伸路線、博多南線的終點站，車站位於博多綜合車輛所（博多総合車両所）境內西側，是配合JR西日本將原本的新幹線回送接駁線增加客運用途之後，所新設的車站。
車站本身雖然位於春日市，但是一般旅客並無法經由車站出口直接前往春日市，主要出口連結的博多南站前大廈及附屬的旅客轉乘設施皆是位於那珂川市。
在硬體設施上，博多南車站雖然是以新幹線標準所設計，但受限於月台長度，列車是8節車廂的短編組版本500系、700系及N700系，全車為不對號的自由席。進出本站的列車票價等級清一色都比照在來線特急列車，博多車站至本站單程全票僅330日圓（包括乘車券200日圓、特急券130日圓）。至於管理上，博多南車站雖然是由JR西日本所管轄，在2010年3月31日前相關的業務曾委託由JR九州負責，自博多車站指定站務人員至本站值勤，但目前已改由JR西日本直接派員常駐，並設有綠窗口。原本為了委託經營的票務工作而由JR九州設置的旅行服務中心，在綠窗口啟用的同時也一併裁撤。

## 車站構造
單式月台1面1線。

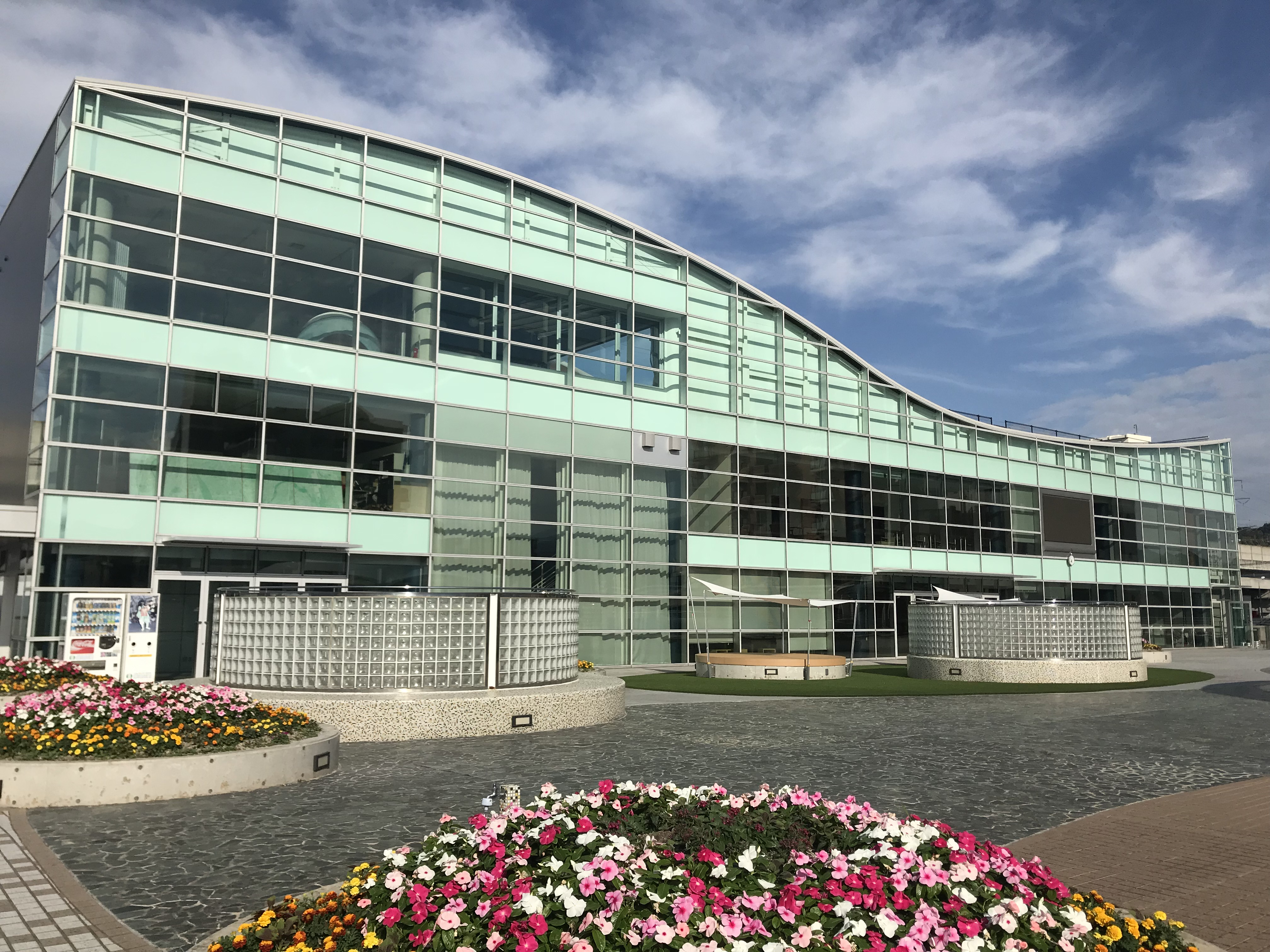
車站大樓(2018年6月)
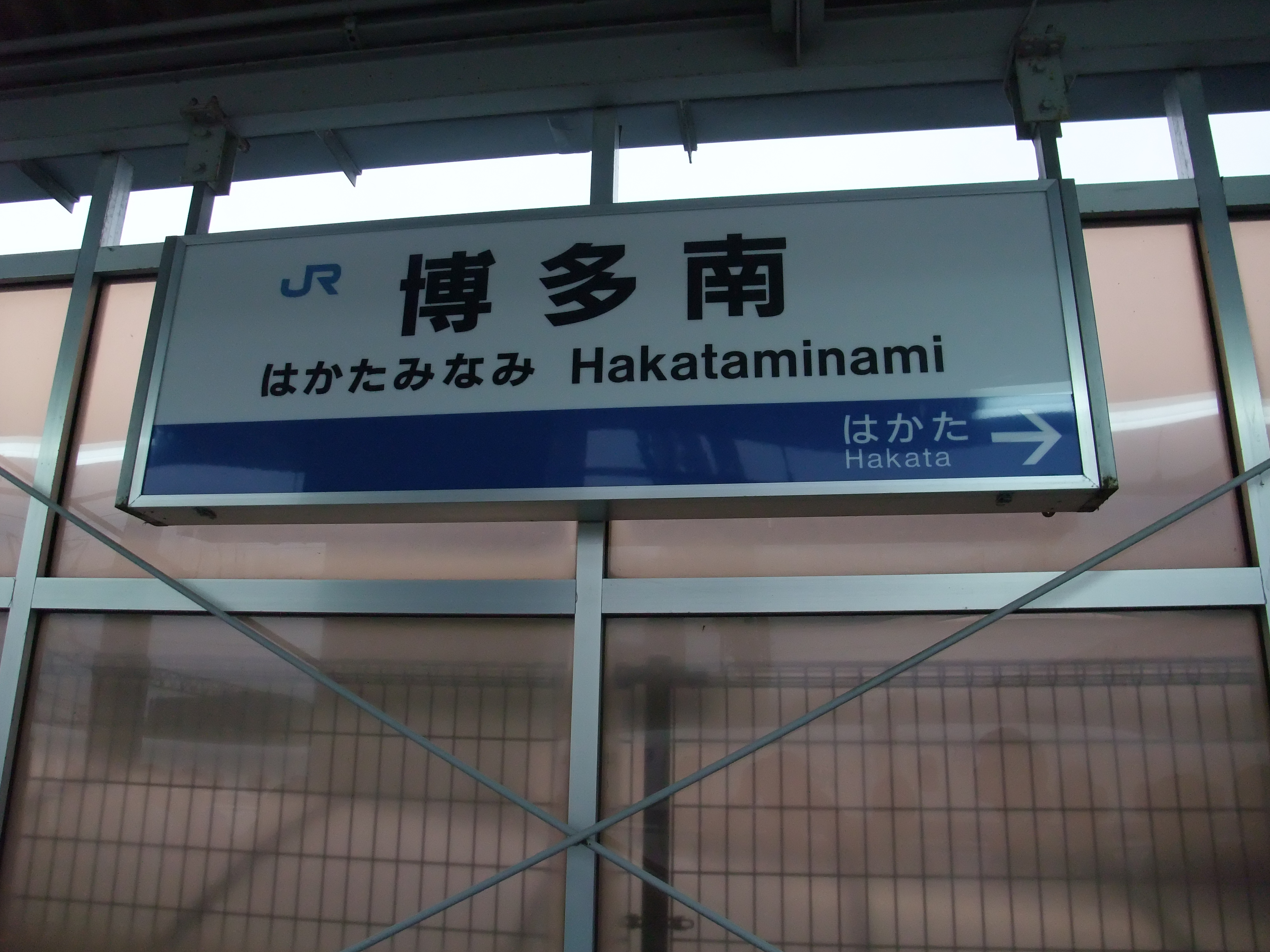
車站名標
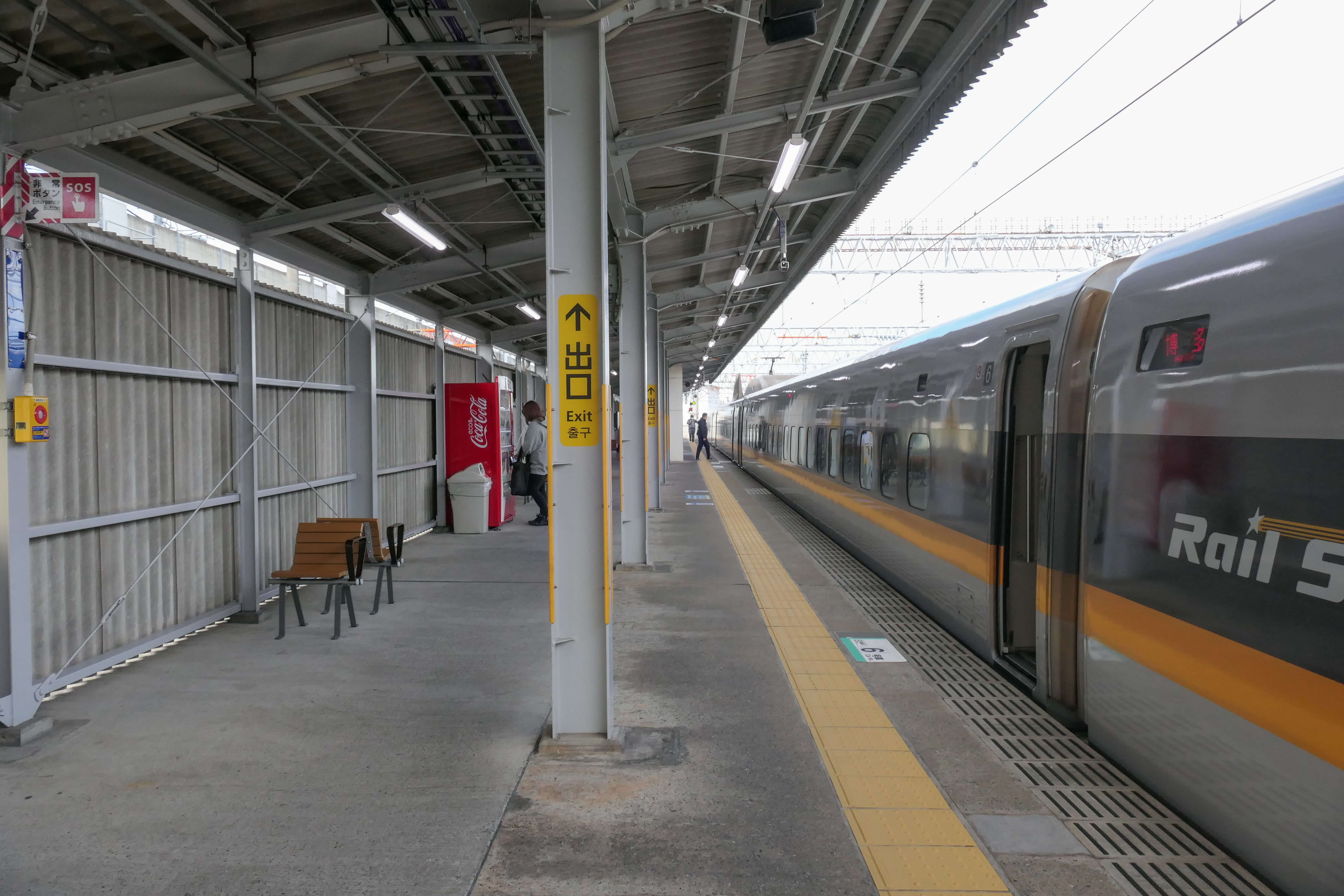
月台(2022年12月)
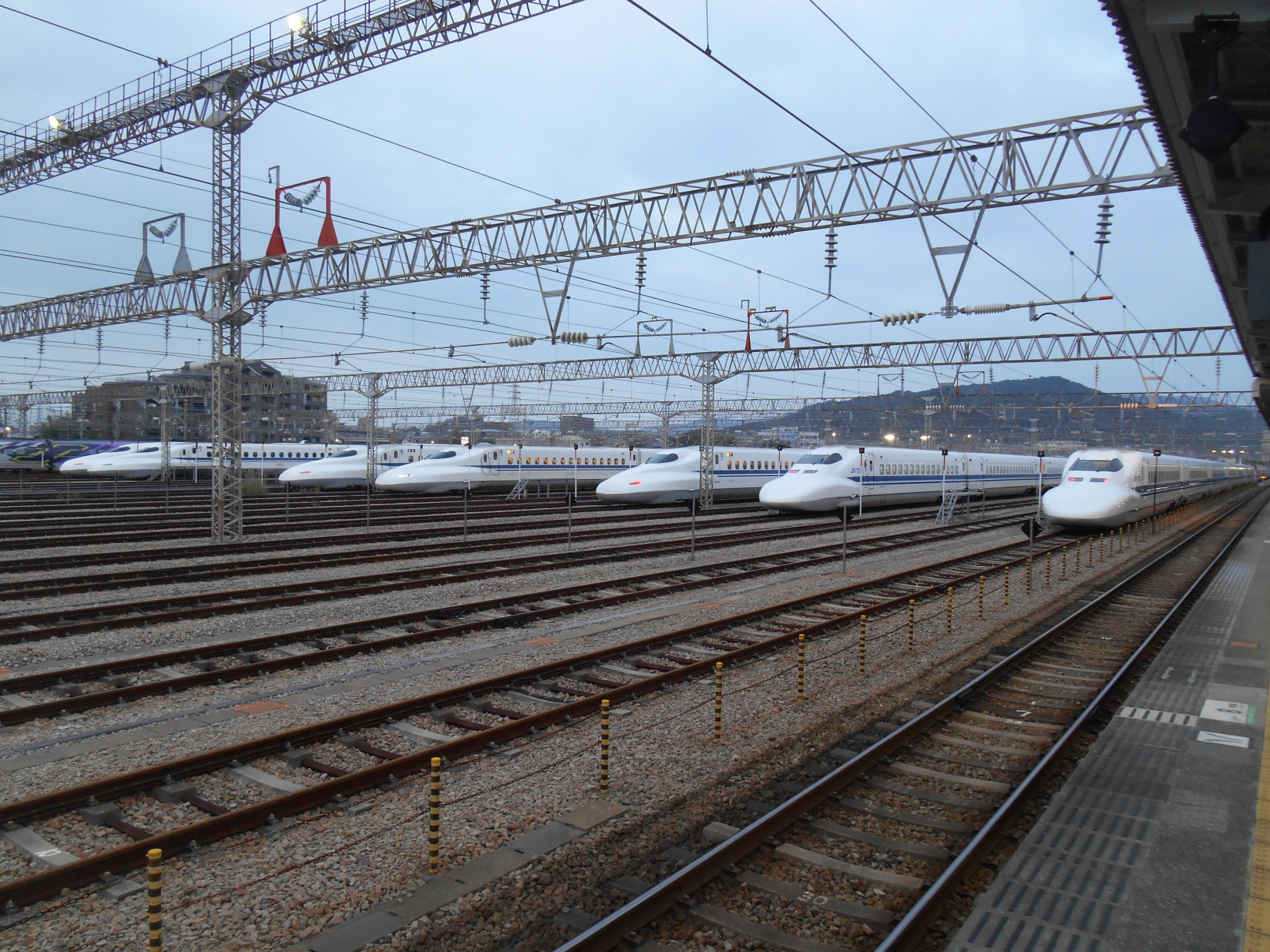
博多南車站是少數一般旅客可以近距離欣賞多列新幹線並排的車站

## 历史
- 1990年（平成2年）4月1日 - 西日本旅客鐵道設置本站。
- 2005年（平成17年）2月27日 - 導入自動補票機。
- 2010年（平成22年）4月1日 - 原由JR九州所設置、負責票務委託的旅行中心，為伴隨車站直營化、由JR西日本派駐站員經營綠窗口而裁撤。

## 相鄰車站
西日本旅客鐵道
■博多南線
博多－博多南

## 外部連結
- （日語）博多南車站（JR西日本）（页面存档备份，存于）

33°31′6″N 130°26′11″E / 33.51833°N 130.43639°E